# Fatima Tagnaout
Fatima Zahra Tagnaout (arabisch فاطمة الزهراء تاكناوت; * 20. Januar 1999 in Casablanca) ist eine marokkanische Fußballspielerin.

## Karriere

### Klub
Auf Klubebene spielt sie seit der Saison 2015/16 bei FAR Rabat.

### Nationalmannschaft
Nach Einsätzen in der U17- und der U20-Nationalmannschaft bekam Tagnaout ab 2018 auch Einsätze in der marokkanische A-Nationalmannschaft. Mit dieser nahm sie am Afrika-Cup 2022 teil, wo sie in jeder Partie eingesetzt wurde. Die Mannschaft erreichte das Finale und verlor dort gegen Südafrika. Dies reichte der Mannschaft, um sich für die Weltmeisterschaft 2023 zu qualifizieren.